# I Made This
I Made This är ett svenskt skivbolag som grundades 2003. Bolaget är baserat i Stockholm.